# Pseudoplexippus unicus
Genre
Espèce
Pseudoplexippus unicus, unique représentant du genre Pseudoplexippus, est une espèce d'araignées aranéomorphes de la famille des Salticidae.

## Distribution
Cette espèce est endémique de Tanzanie.

## Publication originale
- Caporiacco, 1947 : Arachnida Africae Orientalis, a dominibus Kittenberger, Kovács et Bornemisza lecta, in Museo Nationali Hungarico servata. Annales historico-naturales musei nationalis hungarici, vol. 40, no 3, p. 97-257.